# Luis Arce
Luis Alberto Arce Catacora (ur. 28 września 1963 w La Paz) – boliwijski ekonomista i polityk. W latach 2006–2017 i ponownie w 2019 minister gospodarki, od 2020 prezydent Boliwii.

## Życiorys
Urodził się 28 września 1963 r. w La Paz, w rodzinie nauczycielskiej. Po ukończeniu szkoły średniej w 1980 r. ukończył cztery lata później studia, uzyskując uprawnienia księgowego. Od 1986 do 1992 r. studiował ekonomię na Universidad Mayor de San Andrés. W następnych latach kontynuował studia za granicą, uzyskując magisterium z ekonomii na University of Warwick. Potem odbywał staże w Wielkiej Brytanii.
Po zakończeniu edukacji był wykładowcą na różnych uczelniach w Boliwii (m.in. Universidad Mayor de San Andrés, Katolicki Uniwersytet Boliwijski, Universidad del Valle, Uniwersytet Franza Tamayo, Uniwersytet Loyoli), Wielkiej Brytanii, USA (Uniwersytet Harvarda, Uniwersytet Columbia) i różnych krajach Ameryki Łacińskiej (m.in. Uniwersytet w Buenos Aires). Przez ten okres zachował socjalistyczne poglądy, stojące pod prąd neoliberalnemu konsensusowi dominującemu w polityce i na uczelniach wyższych. Ponadto od 1986 r. aż do objęcia funkcji ministra zajmował różne wysokie stanowiska w boliwijskim banku centralnym.
23 stycznia 2006 r. Arce został mianowany ministrem gospodarki. Był twórcą programu gospodarczego prezydenta Evo Moralesa, w tym nacjonalizacji złóż ropy i gazu, kopalni i firm telekomunikacyjnych. W 2017 r. z powodu raka nerki, zmuszony był opuścić swój resort. Po zakończeniu leczenia w Brazylii w 2019 r. ponownie objął urząd ministra gospodarki. W czasie jego urzędowania gospodarka Boliwii była jedną z najszybciej rosnących w Ameryce Południowej (średnio 5% rocznie), PKB kraju powiększyło się ok. 3,5-krotnie, a odsetek osób żyjących w biedzie spadł z 35 do 15%.
Pomimo że boliwijska konstytucja zezwala na jedną kadencję prezydencką, Morales urzędował przez trzy kadencje, a po sfałszowaniu wyborów w 2019 r. zamierzał rozpocząć rządy po raz czwarty, ale pod wpływem protestów i starć ulicznych armia i policja wypowiedziały posłuszeństwo prezydentowi, który uciekł do Meksyku, gdzie dostał azyl.
Przebywający na emigracji Morales zrezygnował z ubiegania się o urząd i na swojego kandydata wskazał Arce, a kandydatem na wiceprezydenta został David Choquehuanca. 18 października 2020 r. został wybrany prezydentem Boliwii. 23 października Najwyższy Trybunał Wyborczy podał oficjalne wyniki, według których Arce uzyskał w pierwszej turze 55,1% głosów. Arce zdobył więcej głosów niż Evo Morales w wyborach prezydenckich w 2005 r. Jednocześnie jego partia MAS zdobyła większość w obu izbach parlamentu. Po zwycięstwie Arce zapowiedział rząd jedności narodowej, naprawienie błędów Moralesa i umiarkowane rządy. 8 listopada 2020 r. został zaprzysiężony na prezydenta Boliwii.